# جهاز كشف المتفجرات إيه دي إي 651

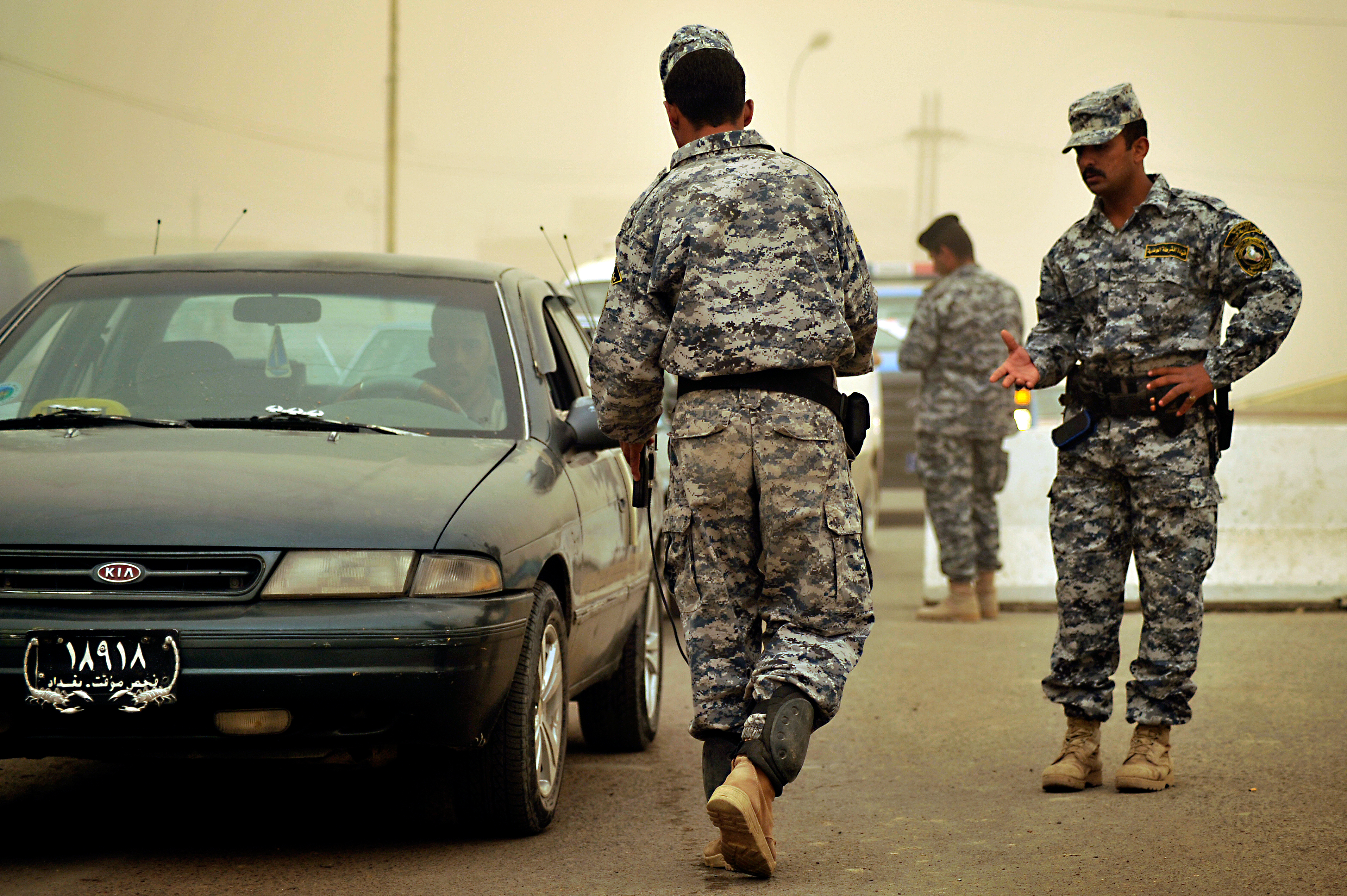
نقطة تفتيش للجيش العراقي

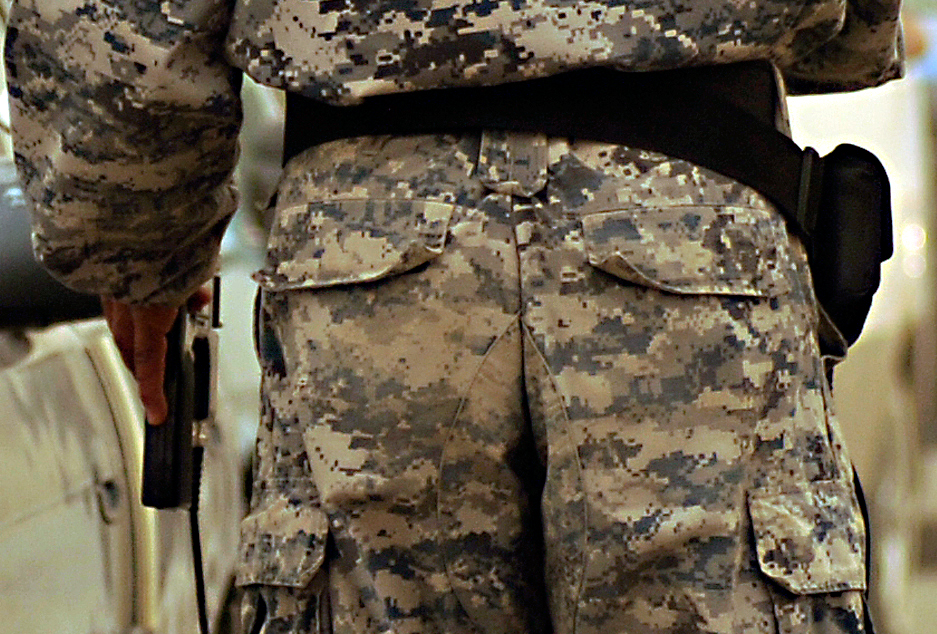
نقطة تفتيش للجيش العراقي

جهاز كشف المتفجرات أي دي إي 651 (ADE 651) هو جهاز محمول باليد تقوم بتصنيعه شركة ATSC البريطانية، وتدعي الشركة أن هذا الجهاز يمكن أن يكشف عن بعد موقع وجود أنواع مختلفة من المتفجرات والمخدرات وغيرها من المواد. وقد تم بيع الجهاز لعدد من الدول في منطقة الشرق الأوسط والأقصى، بما في ذلك العراق، لتصل قيمته إلى 60000 دولار لكل وحدة. وقيل ان الحكومة العراقية قد أنفقت 52 مليون جنيه إسترليني (85 مليون دولار أمريكي) على الأجهزة.
أثبتت التحقيقات التي أجرتها هيئة الإذاعة البريطانية وغيرها من المنظمات حيث ذكرت أن الجهاز هو أكثر قليلا من «قضيب البحث عن المياه» وليس للجهاز القدرة على الأداء كما أدعي له من وظائف. وفي شهر كانون الثاني 2010م، حظرت الحكومة البريطانية تصدير الجهاز إلى العراق وأفغانستان وألقي القبض على العضو المنتدب لشركة ATSC للاشتباه بالاحتيال، وفي حزيران 2010 داهمت الشرطة البريطانية عدة شركات أخرى.
سبب استخدام الجهاز من قبل قوات الأمن العراقية والباكستانية جدلاً دولياً كبيراً. كما أن جهازي GT200 وألفا 6 المطابقة تقريباً، والتي تستخدم على نطاق واسع في تايلاند، وضعت تحت المراقبة في أعقاب الكشف عن مشكلة الجهاز أي دي إي 651.

## التصميم والوظائف
يتكون الجهاز من هوائي الدوران متصل بمقبض من البلاستيك. لا يتطلب أي بطارية أو مصدر آخر للطاقة، وزعمت الشركة المصنعة له أنه مدعوم فقط من الكهرباء الساكنة للمستخدم.

## الاستخدام
يجب على المشغل المشي لبضع لحظات إلى «التهمة» قبل الإمساك به يمين الجسم. وبعد إدراج «بطاقة مبرمجة للكشف»، ويفترض أن الهوائي سيشير اتجاه جوهر الهدف. ويكون على البطاقة تردد معين وهو تردد المادة المتفجرة أو أي مادة آخرى اسمها على البطاقة. ووفقا لقول حسام محمد، وهو ضابط في الشرطة العراقية: «إذا كنا متوترين، لا يعمل الجهاز بشكل صحيح»
الإعلانات الترويجية التي تقوم بها ATSC ادعت أن ADE 651 يمكن الكشف عن البنود بما في ذلك الأسلحة والذخيرة والمخدرات والأطعمة والأجساد البشرية، وتهريب العاج والأوراق النقدية على مسافات تصل إلى 1 كيلو متر (0.62 ميل)، وتحت الأرض، من خلال الجدران، أو تحت الماء حتى من طائرات على ارتفاع يصل إلى مسافة 5 كيلومترات (3.1 ميل).وفي شريط فيديو ترويجي ادعى ماكورميك أن الجهاز يمكن الكشف عن الفيلة عن بعد 48 كم (30 ميل).